# Филипп де Браоз, 2-й барон Брамбер
Филипп де Браоз (англ. Philip de Braose; фр. Philip de Briouze; ок. 1070 — 1130-е) — англонормандский рыцарь, один из активных участников нормандского завоевания Южного Уэльса в конце XI века, основатель замков Раднор и Бильт.

## Биография
Филипп де Браоз был сыном Вильгельма де Браоза (умер в 1093 году), некрупного нижненормандского рыцаря, владельца замка Бриуз (современный департамент Орн), который принимал участие в нормандском завоевании Англии и битве при Гастингсе в 1066 году. Отец Филиппа за свою службу получил от короля Вильгельма Завоевателя обширные владения в Суссексе, где он основал замок Брамбер, став таким образом 1-м лордом Брамбера, а также в Шропшире, на границе с Уэльсом. Матерью Филиппа вероятно была Эва де Буасси.
В 1093 году, а возможно и несколько ранее, Филипп де Браоз начал экспансию в направлении Уэльса. Он последовал примеру более крупных нормандских баронов валлийского приграничья, к этому времени уже регулярно совершавших походы на территорию валлийских княжеств юго-восточного Уэльса и постепенно захватывающих новые земли. В 1093 году пало валлийское королевство Брихейниог, завоёванное Бернардом де Нёфмаршем, а Роджер де Монтгомери, 1-й граф Шрусбери, занял ряд территорий в восточной части Поуиса. Их примеру последовали и другие феодалы валлийского приграничья. Отряд Филиппа де Браоза вторгся в южный Поуис. Ему удалось оттеснить валлийцев в горы и захватить обширные земли на территории современного графства Радноршир. Здесь Филиппом были основаны две крепости, ставшие центрами нормандского присутствия в регионе, — Раднор и Бильт, до настоящего времени не сохранившиеся. Во время восстания валлийцев в 1094 году против нормандской власти, значительная часть владений Филиппа де Браоза была отбита местными жителями, однако к началу XII века эти земли вновь вернулись под власть нормандцев.
По некоторым сведениям, Филипп де Браоз принял участие в Первом крестовом походе в Палестину (1096—1099) и вернулся на родину лишь в 1103 году. Во время борьбы между Генрихом I и Робертом Куртгёзом за власть над Нормандией, Филипп поддержал Роберта, в результате чего в 1110 году английские владения Филиппа были конфискованы. Однако уже в 1112 году Филипп де Браоз был восстановлен в правах. Скончался Филипп между 1131 и 1139 годами.

## Брак и дети

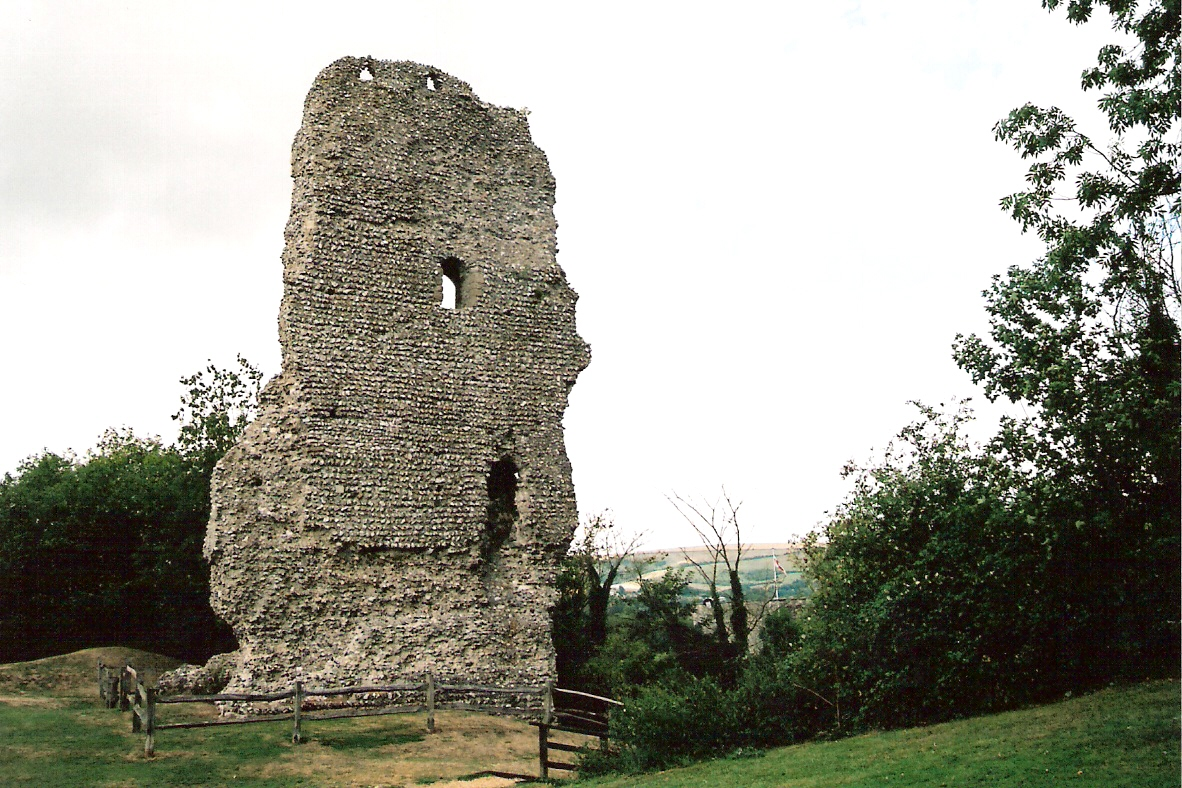
Руины замка Брамбер в Суссексе, родовой резиденции де Браозов.

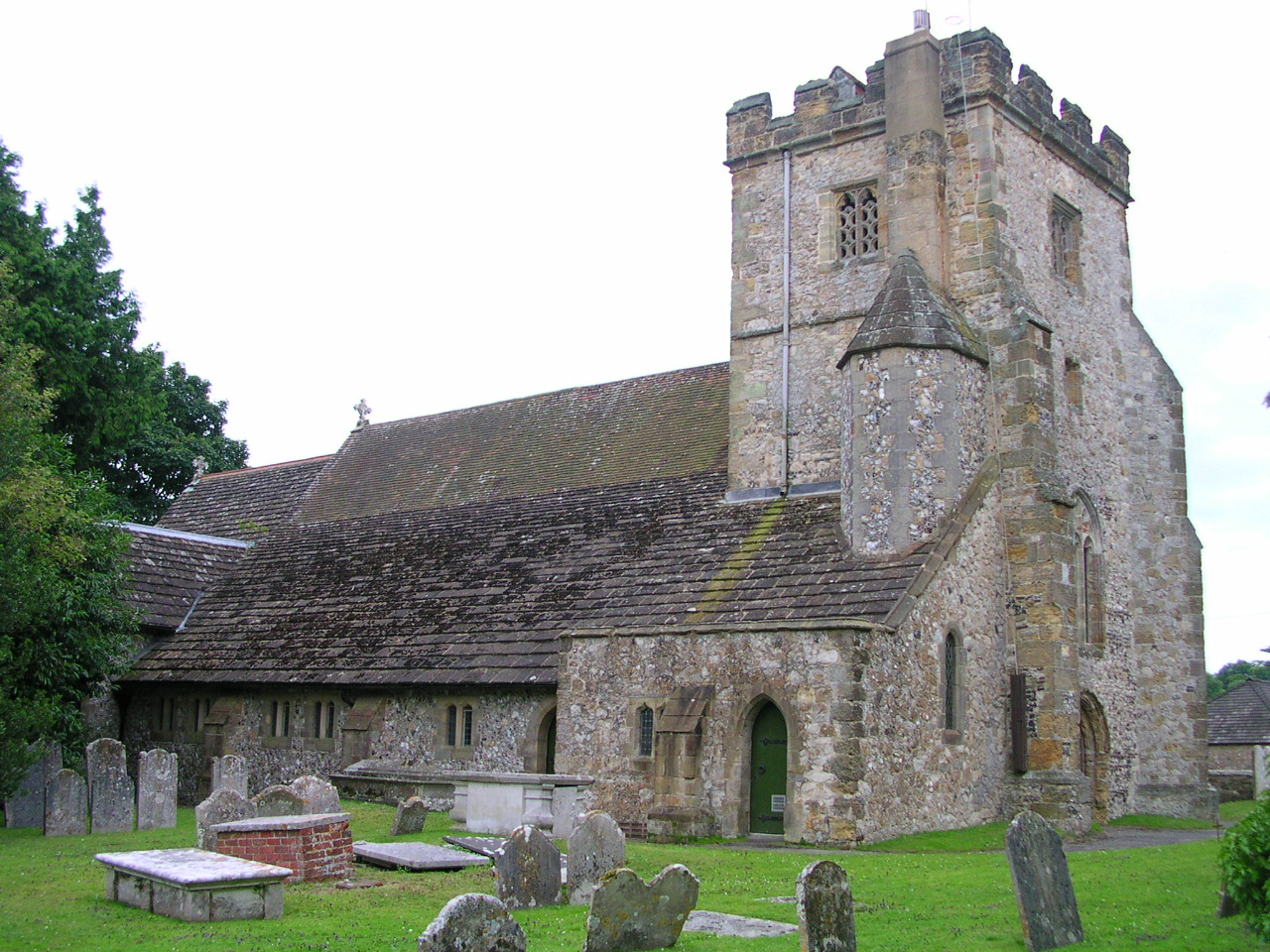
Церковь Святой Марии, построенная де Браозом в Вашингтоне (Западный Суссекс).

Филипп де Браоз был женат на Аэноре Тотнес и имел нескольких детей:
- Уильям де Браоз (ум. ок. 1180), 3-й лорд Брамбер, существенно расширивший влияние дома де Браозов в Уэльсе присоединением Брекона, Абергавенни и других территорий в Брекнокшире;
- Филипп де Браоз (ум. до 1201), участник завоевания Ирландии королём Генрихом II, комендант Уэксфорда (c 1172) и губернатор английских владений в Ирландии в 1184—1185 гг.;
- Базилия де Браоз, замужем за Эдом де Даммартеном;
- Гилиана де Браоз, замужем за Фульком дю Мерлем.